# Parelmoer

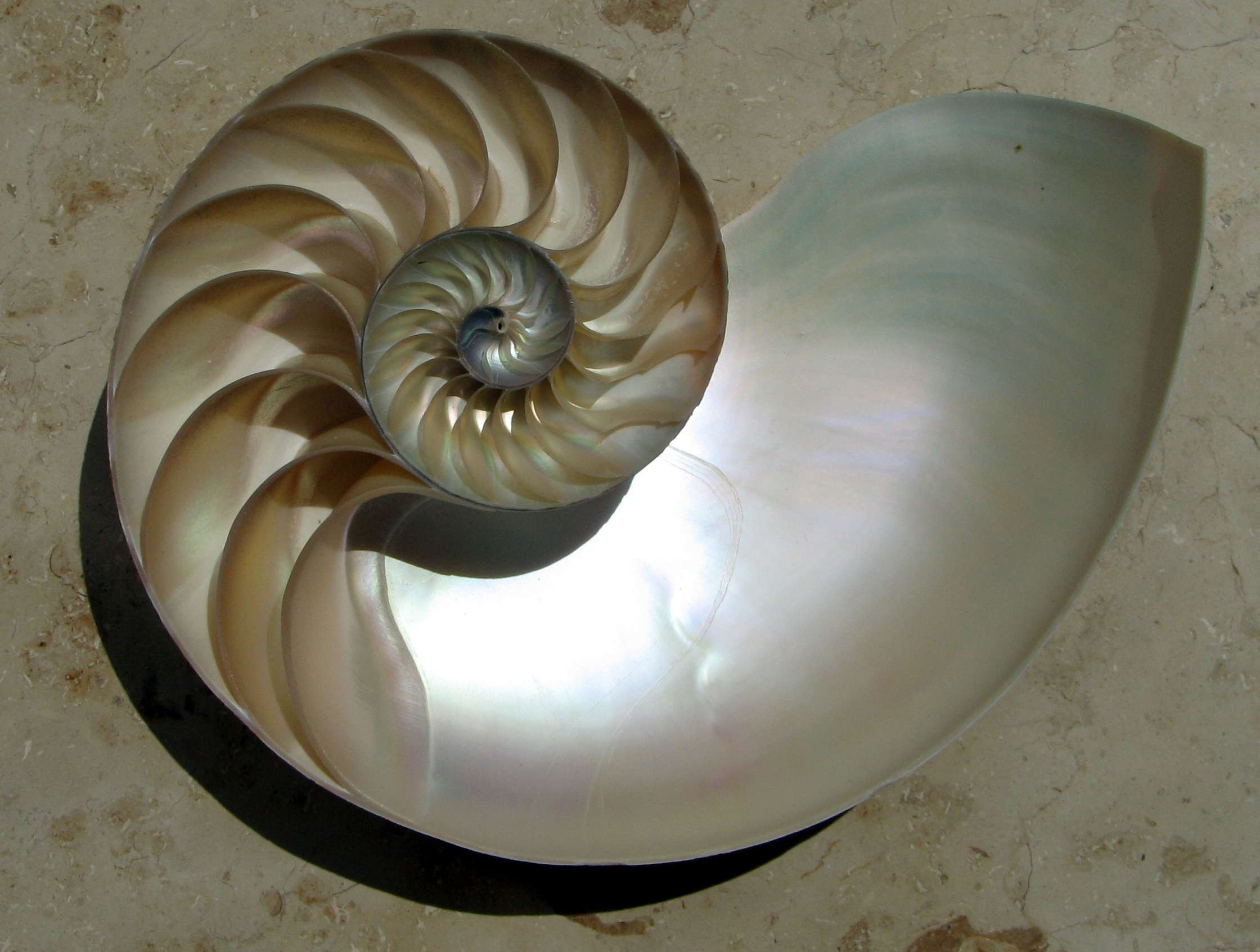
Het iriserende parelmoer van een Nautilusschelp

Parelmoer (ook paarlemoer gespeld) is een onderdeel van de schelp van de weekdieren. Het materiaal wordt in veel culturen verwerkt in gebruiksvoorwerpen of kunstobjecten.

## Herkomst
Bijna alle schelpen bestaan uit een aantal op elkaar liggende lagen die elk een eigen functie hebben. De parelmoerlaag is er een van. De dikte van de verschillende lagen varieert per weekdiergroep. Bij de meeste groepen is de parelmoerlaag een van de dunnere lagen waaruit de schelp bestaat, bij sommige is de laag (bijna) afwezig, er zijn ook groepen waar de schelp voornamelijk uit de parelmoerlaag bestaat. De parelmoerlaag bevindt zich altijd aan de binnenzijde van de schelp en wordt daar (evenals de rest van de schelp) afgescheiden door epitheelcellen van het mantelweefsel van het dier. Afgezien van het verlenen van sterkte is de voornaamste functie het glad maken van de binnenzijde van de schelp. Een tweede functie is het verdedigen van het dier tegen parasieten en schadelijk afval.
Wanneer het dier door een parasiet aangevallen wordt of als het geïrriteerd wordt door een extern object dat het dier niet kan uitwerpen, dan stelt een proces zich in werking waarbij het object wordt omvat in opeenvolgende lagen parelmoer. Dit proces kan ononderbroken doorgaan totdat het schelpdier het leven laat. Meestal bevindt een dergelijk object zich tussen het dier en de schelp. In die gevallen zal de schelp ter plaatse alleen een verdikking vertonen: het object wordt in de schelp zelf opgenomen. Minder vaak bevindt het object zich niet op deze plaats en zal zich een geheel losliggende parel ontwikkelen.

## Materiaalstructuur

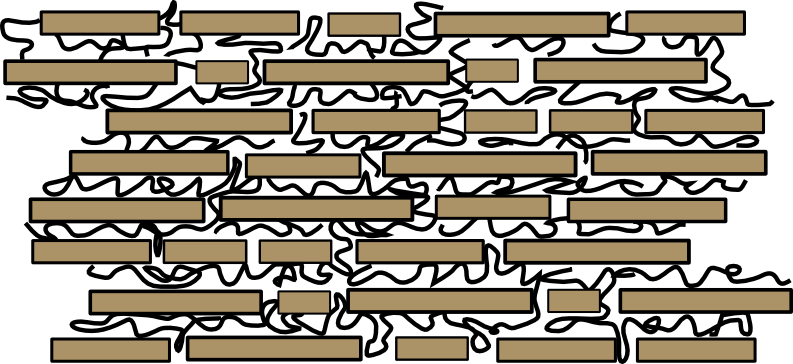
Materiaalstructuur van parelmoer op microscopisch niveau

Parelmoer is opgebouwd uit hexagonale aragonietplaatjes (calciumcarbonaat (CaCO3)) die 10 tot 20 µm wijd en 0,5 µm dik zijn. Ze zijn geplaatst in een ononderbroken parallelle, dunne laag (thin film). De lagen worden van elkaar gescheiden door bladen van organische matrices die samengesteld zijn uit elastische biopolymeren, zoals chitine, lustrine en zijdeachtige proteïnen. Deze mix maakt het materiaal sterk en veerkrachtig, wat ook te danken is aan de adhesie veroorzaakt door de "metselstructuur"
van de plaatjes. Dit steeds wederkerend patroon verhoogt de hardheid enorm, waarbij het bijna kan evenaren aan silicium.
De iriserende verschijning van parelmoer is te danken aan het feit dat de dikte van de aragonietplaatjes ongeveer 0,5 µm bedraagt, wat vergelijkbaar is met de golflengte van zichtbaar licht. Dit resulteert in constructieve en destructieve interferentie van licht in verschillende golflengtes, waardoor de verschillende kleuren van het licht weerkaatst worden bij verschillende hoeken waarin naar het parelmoer gekeken wordt.

## Decoratief gebruik
De iriserende parelmoerlaag wordt als sterk aantrekkelijk beschouwd in vele culturen en wordt daarom vaak gebruikt bij het vervaardigen van knopen, juwelen of als inlegwerk in houten meubilair of bij gitaren.

Parelmoer
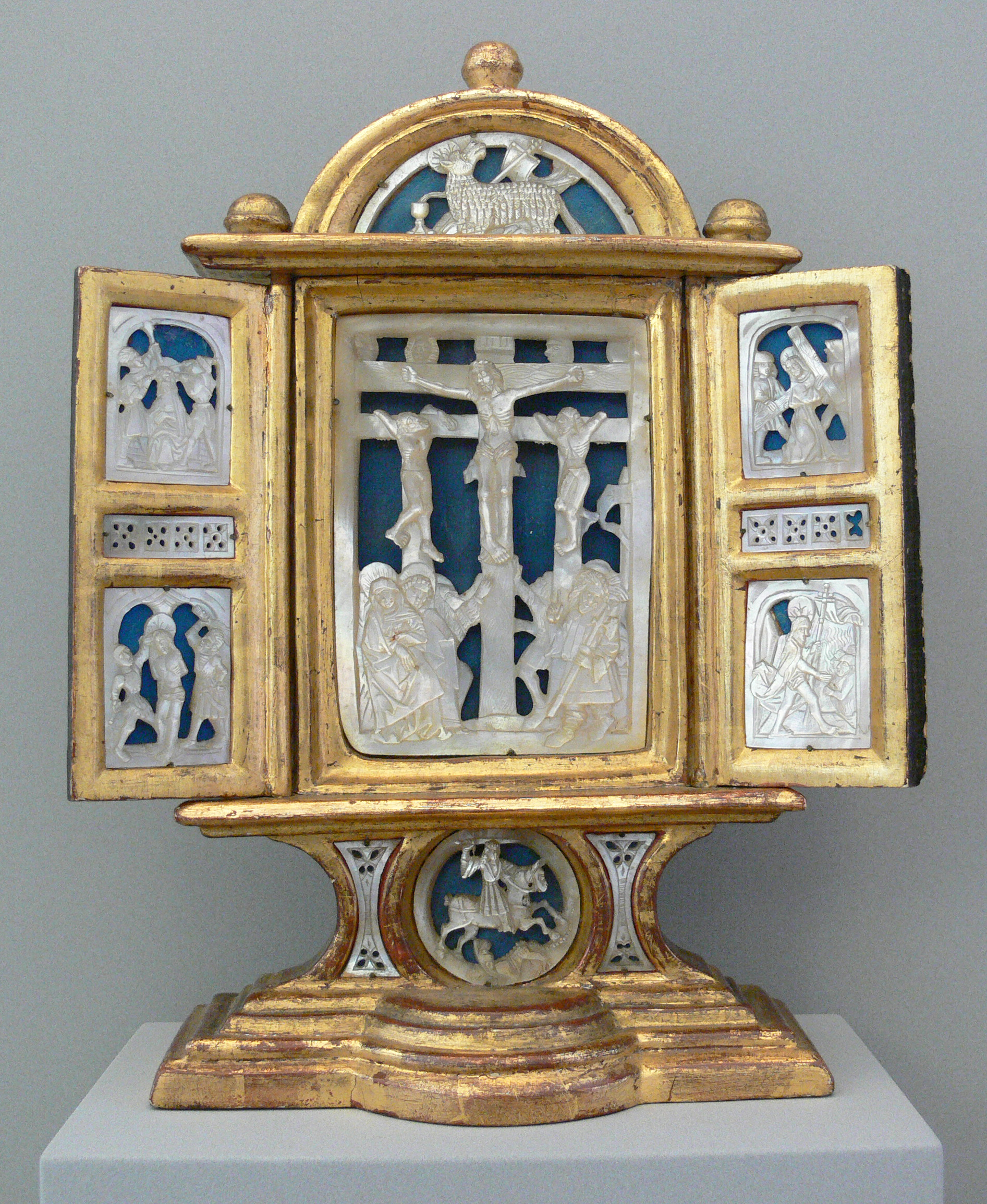
Retabel uit 1520
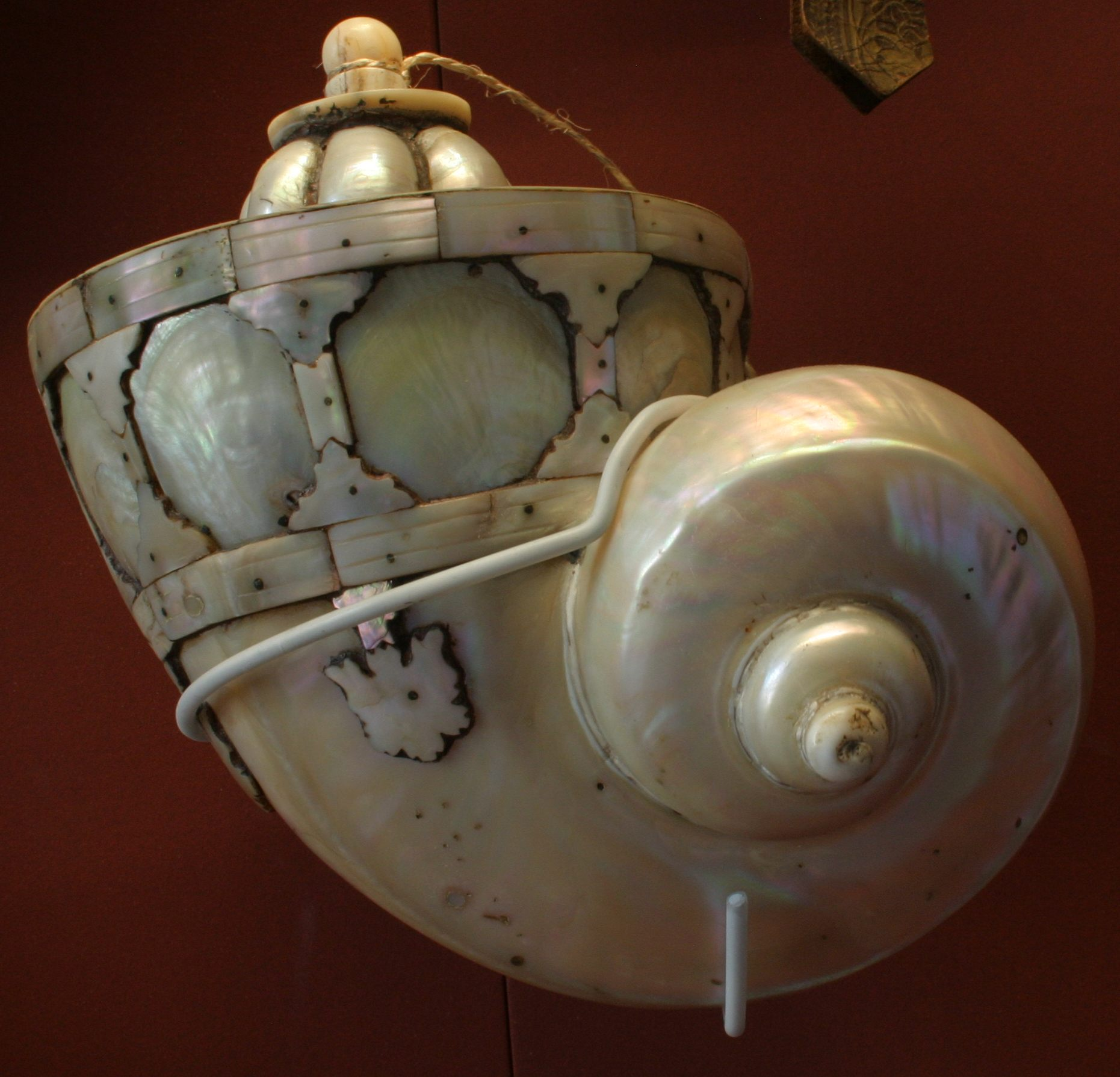
Buskruitvat 1750
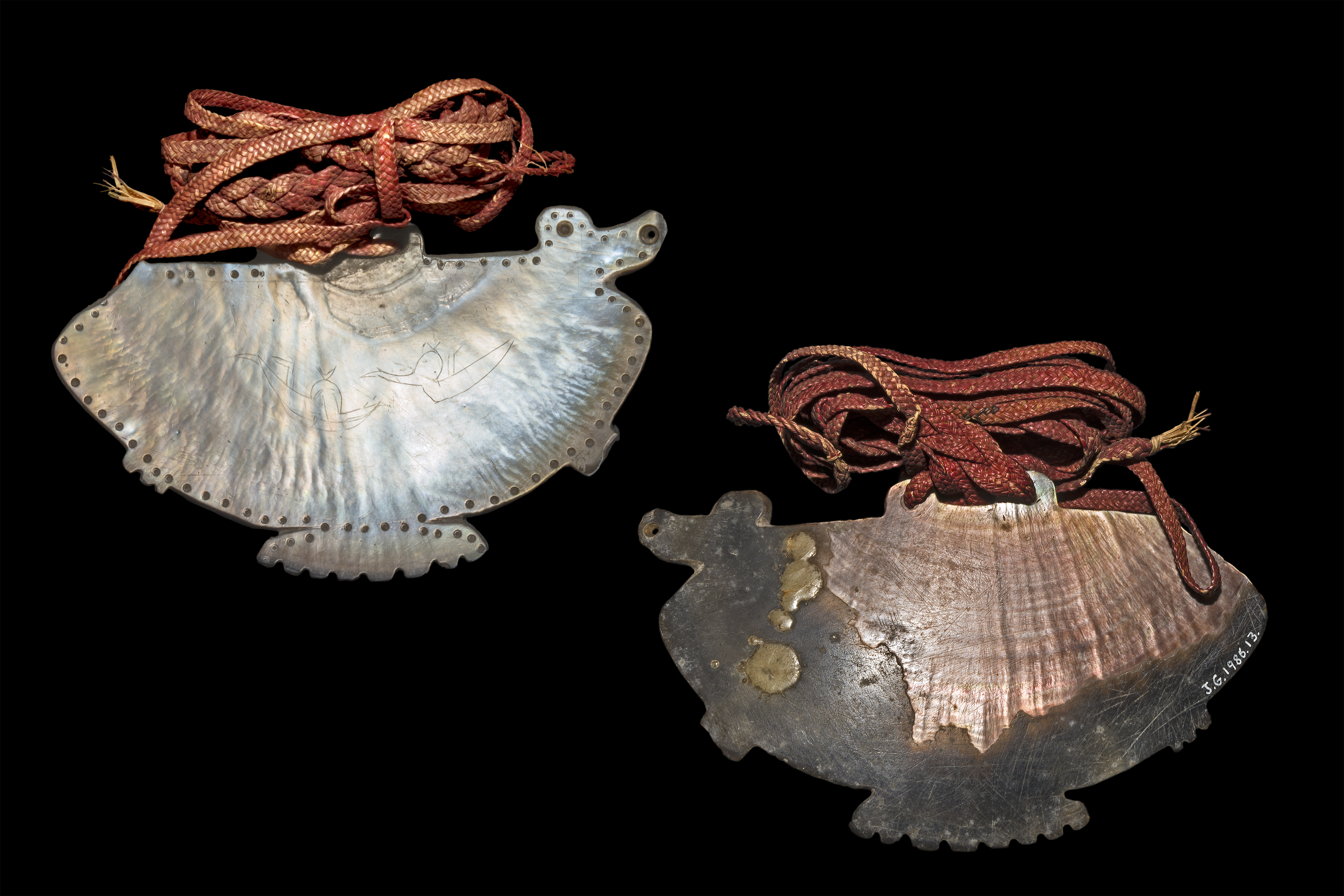
Parelmoeren hangers Salomonseilanden 1838
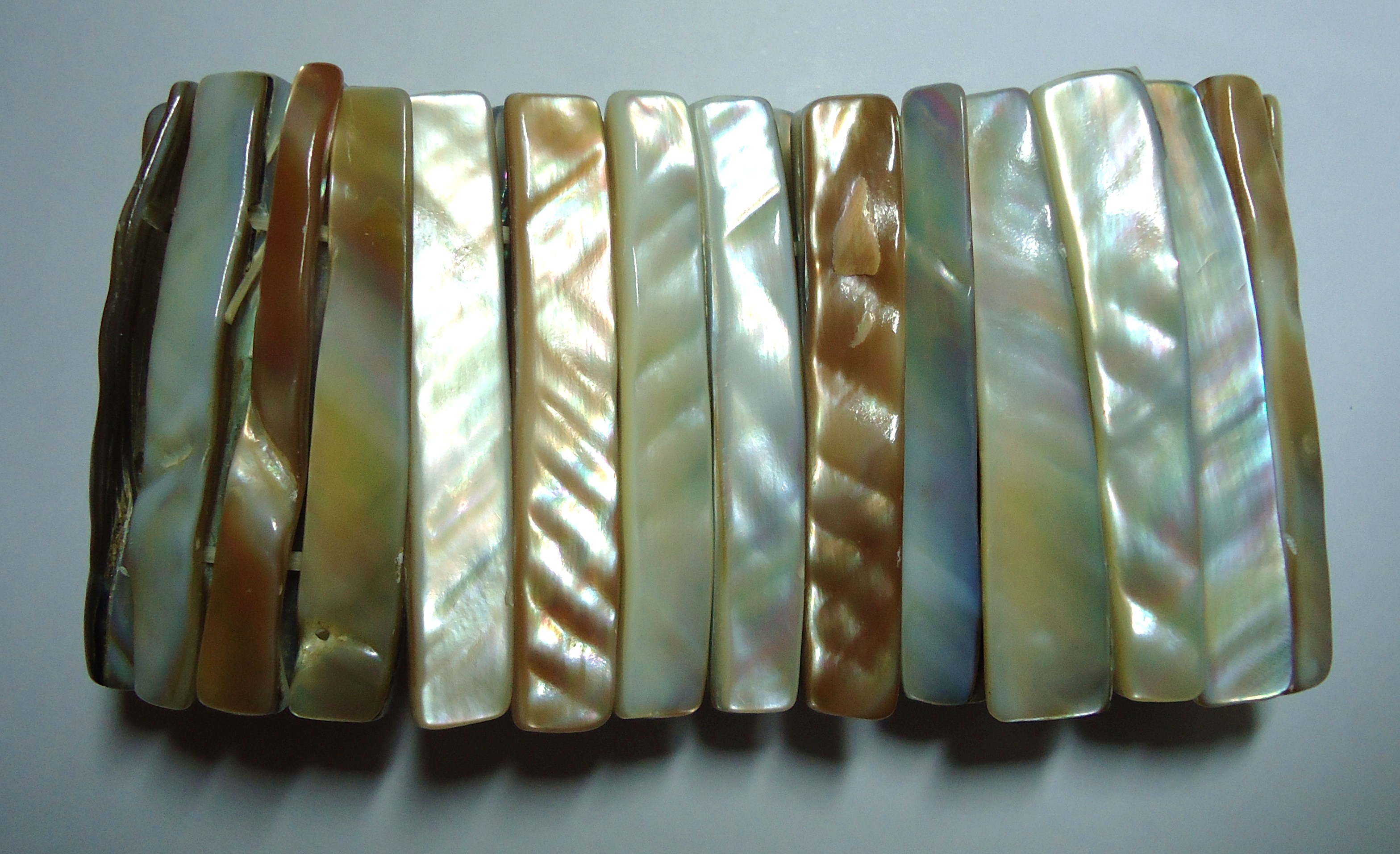
Parelmoeren armband
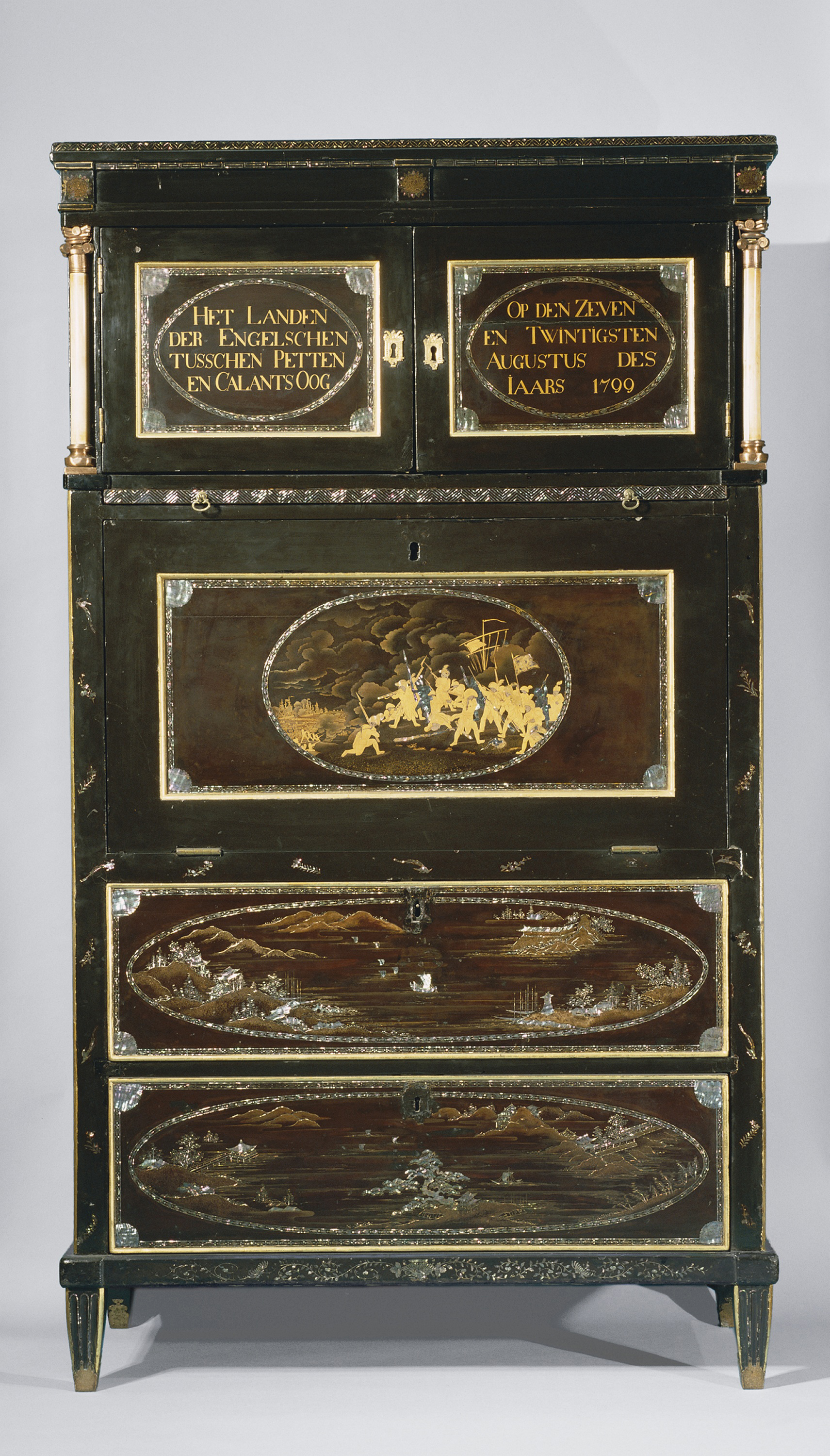
Secretaire uit 1800
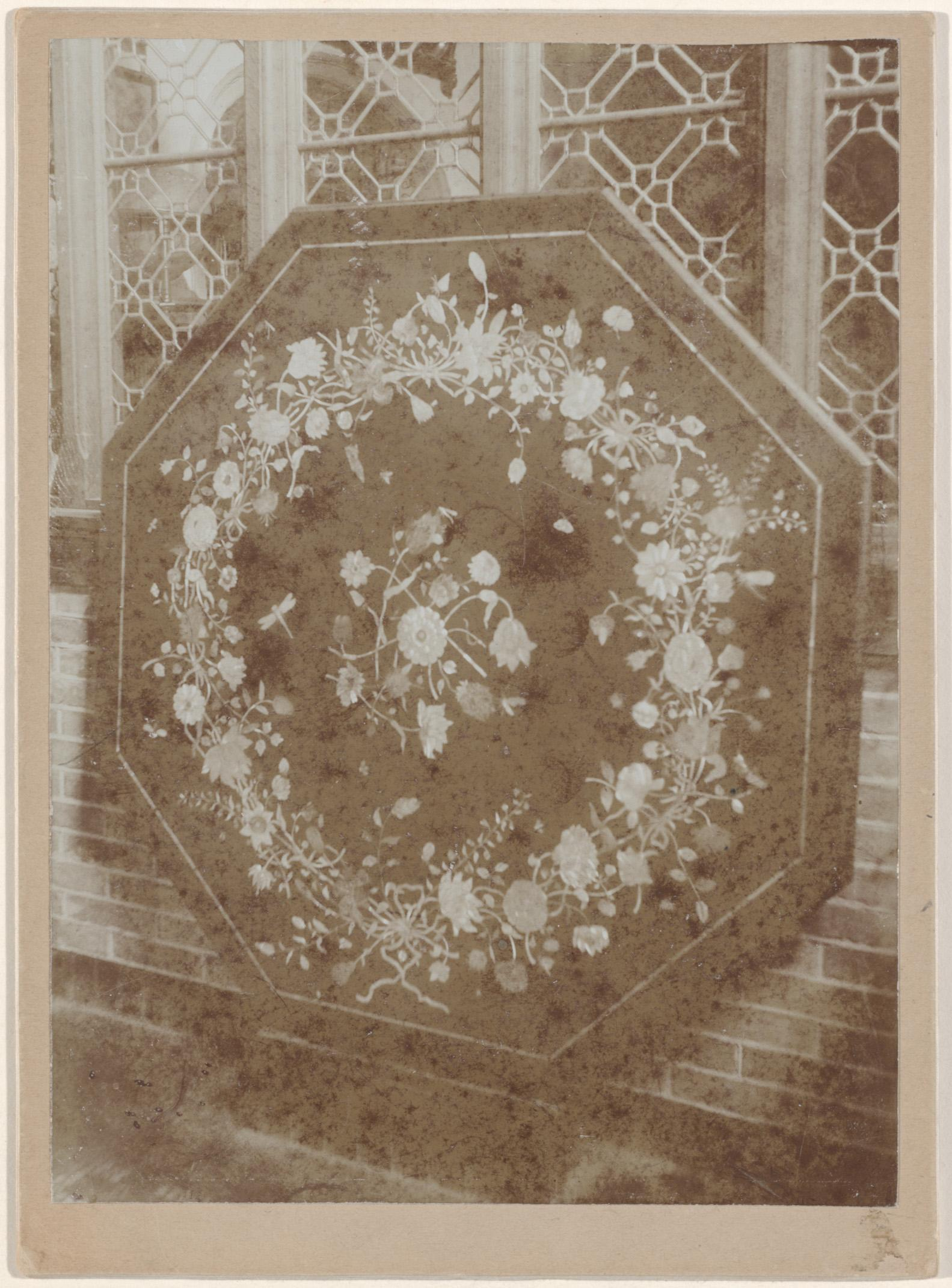
Tafelblad uit 1560
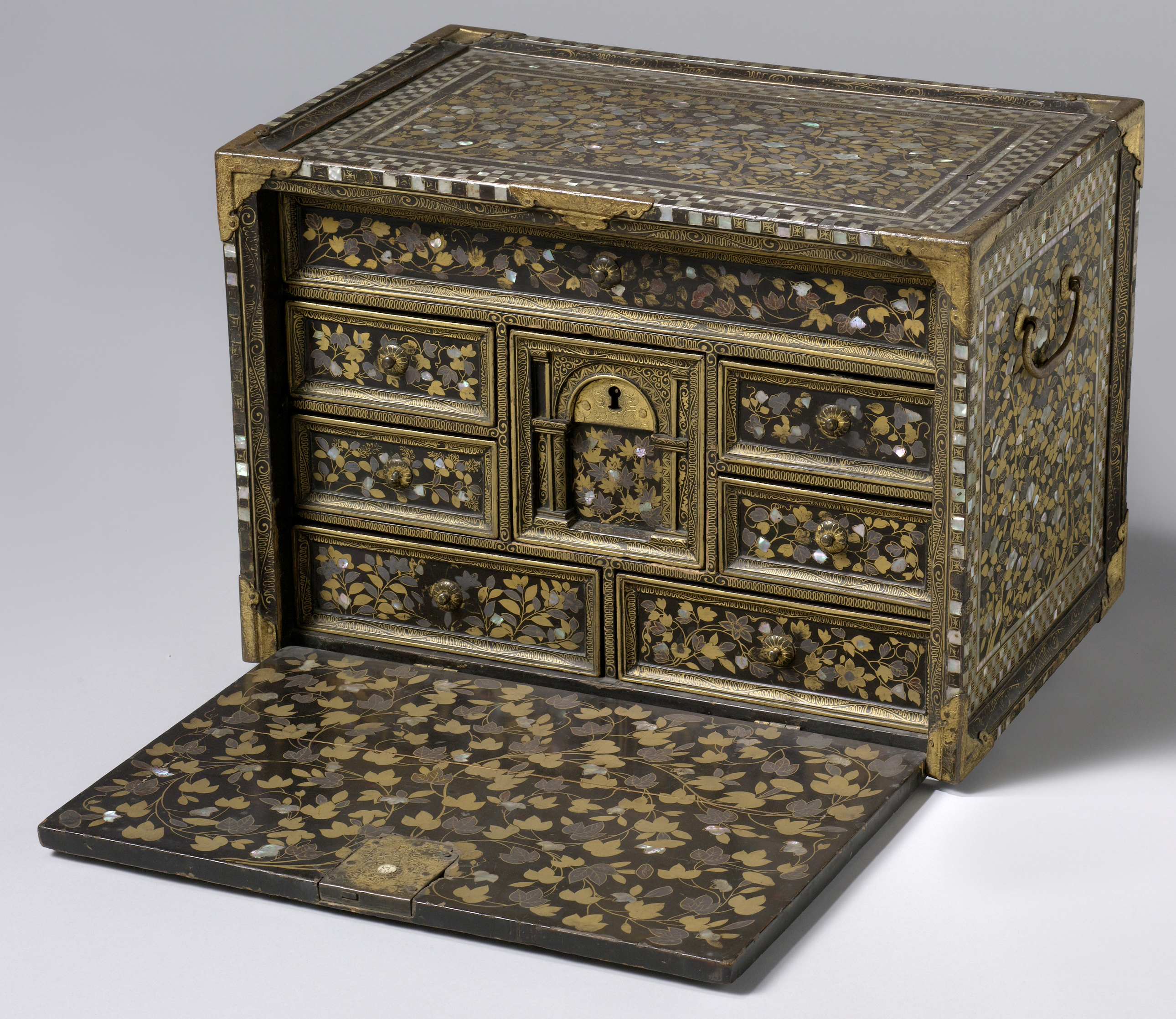
Kabinet 17e eeuw
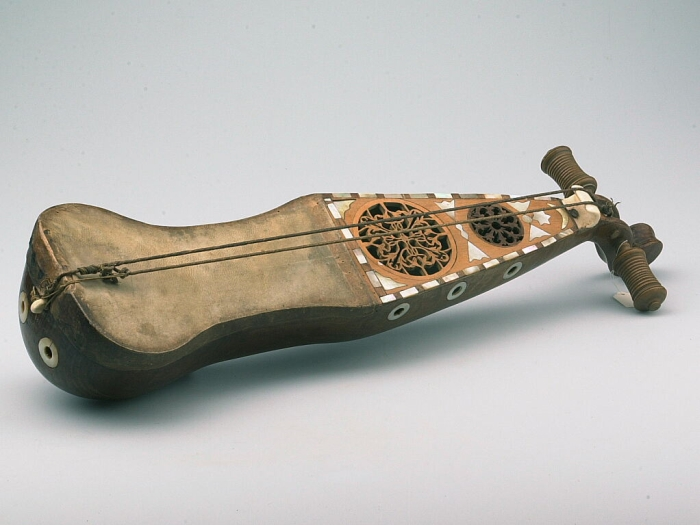
Vedel ca 1955
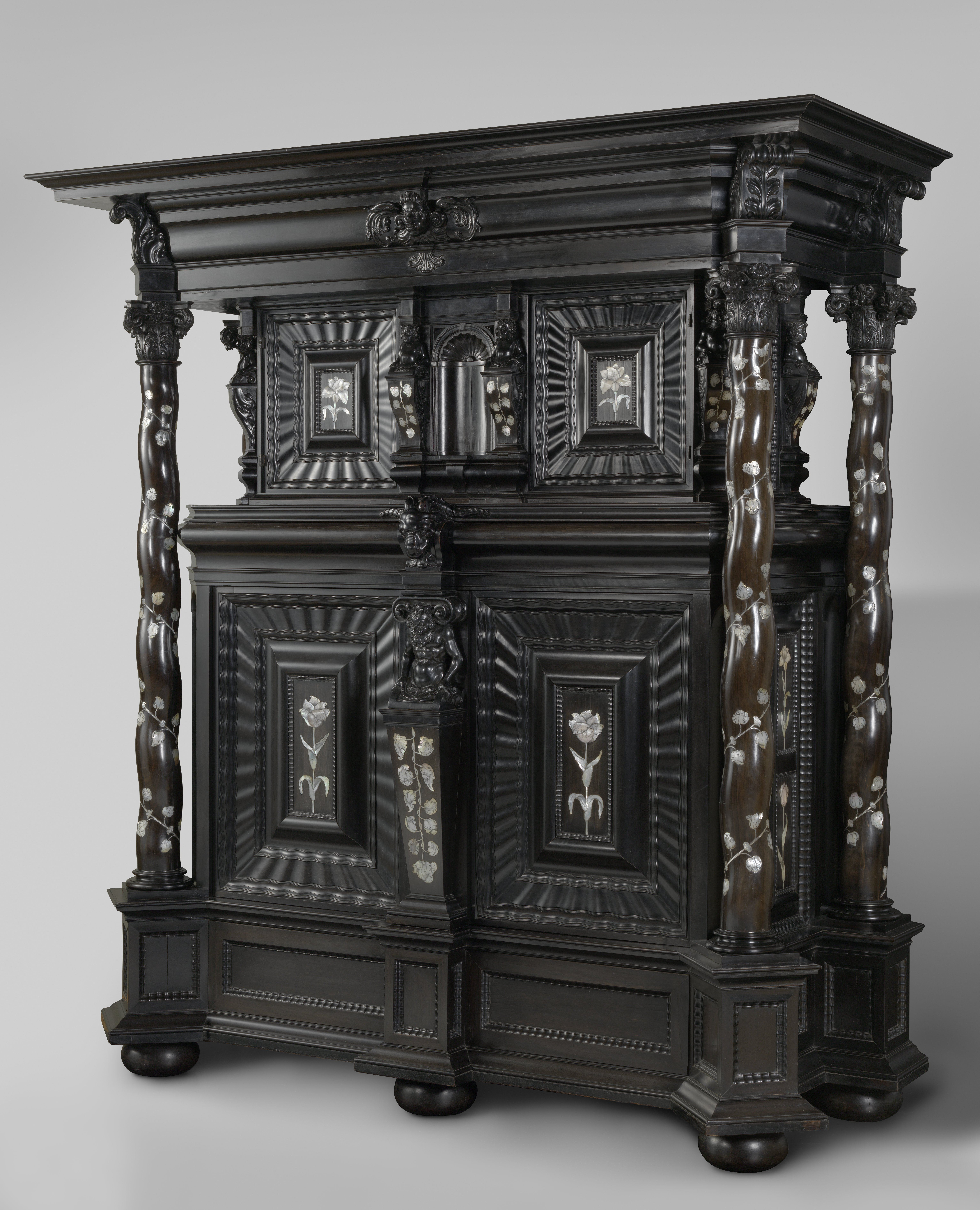
Kast 1635-45

## Winning
Belangrijkste bronnen zijn verschillende pareloestersoorten die in tropisch warme zeeën leven, hoofdzakelijk in Azië; de holarctisch verspreide en met uitsterven bedreigde Beekparelmossel, andere zoetwater parelmossels, zoals die onder andere in rivieren van de Verenigde Staten voorkomen (en eveneens vaak met uitsterven bedreigd worden); Verder verschillende Haliotis-soorten (zgn 'zee-oren' of in het Amerikaans-Engels ook wel 'abalone' genoemd) en grote Tolhorens (Trochidae) levend in verschillende regio's in de Stille Oceaan.
Zowel witte als zwarte parels worden gebruikt voor architecturale doeleinden. De natuurlijke parel kan kunstmatig behandeld worden tot bijna elk kleur.

## Taal
In de taal wordt parelmoer of paarlemoer ook gebruikt als aanduiding voor "waardevol" en/of "duurzaam", zoals:
- een parelmoeren  huwelijk of jubileum (30 jaar), zie huwelijksverjaardag en jubileum

## Afbeeldingen

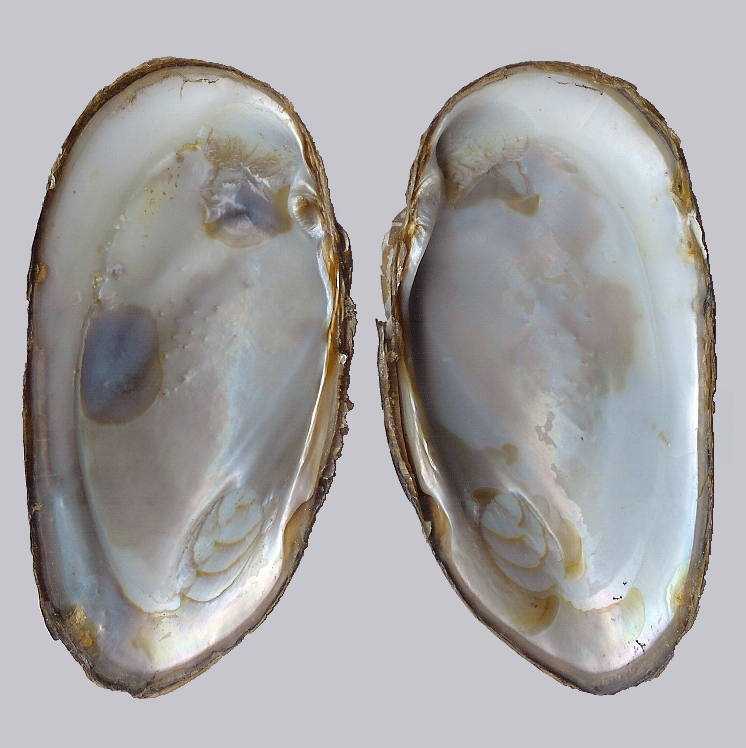
De beekparelmossel
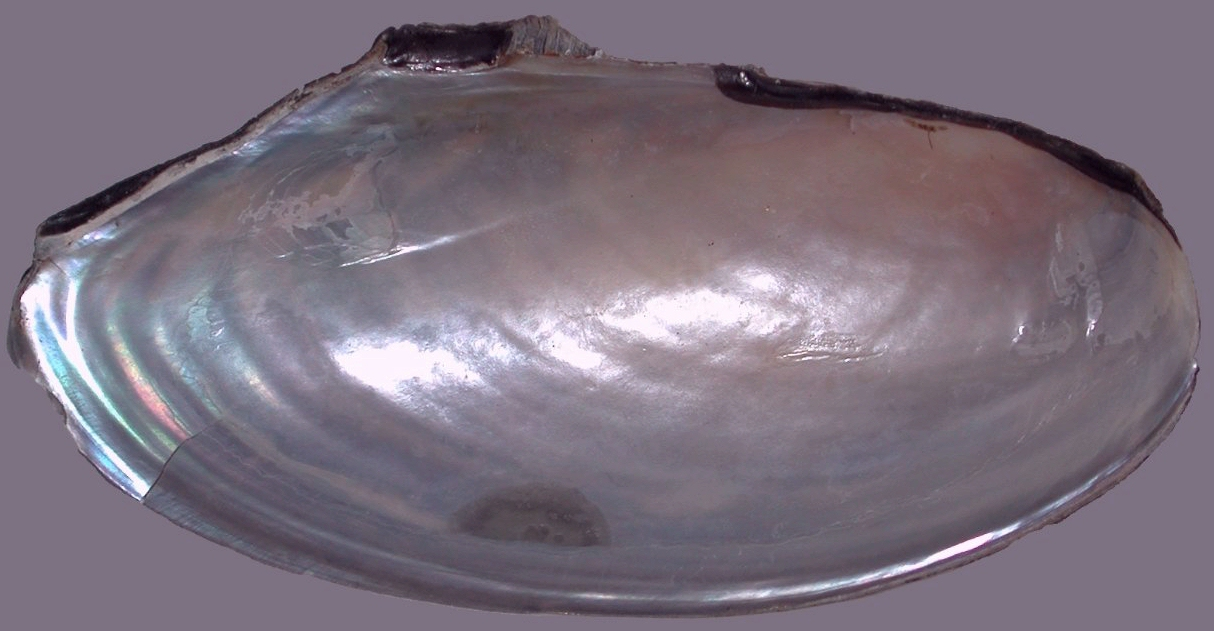
Platte zwanenmossel
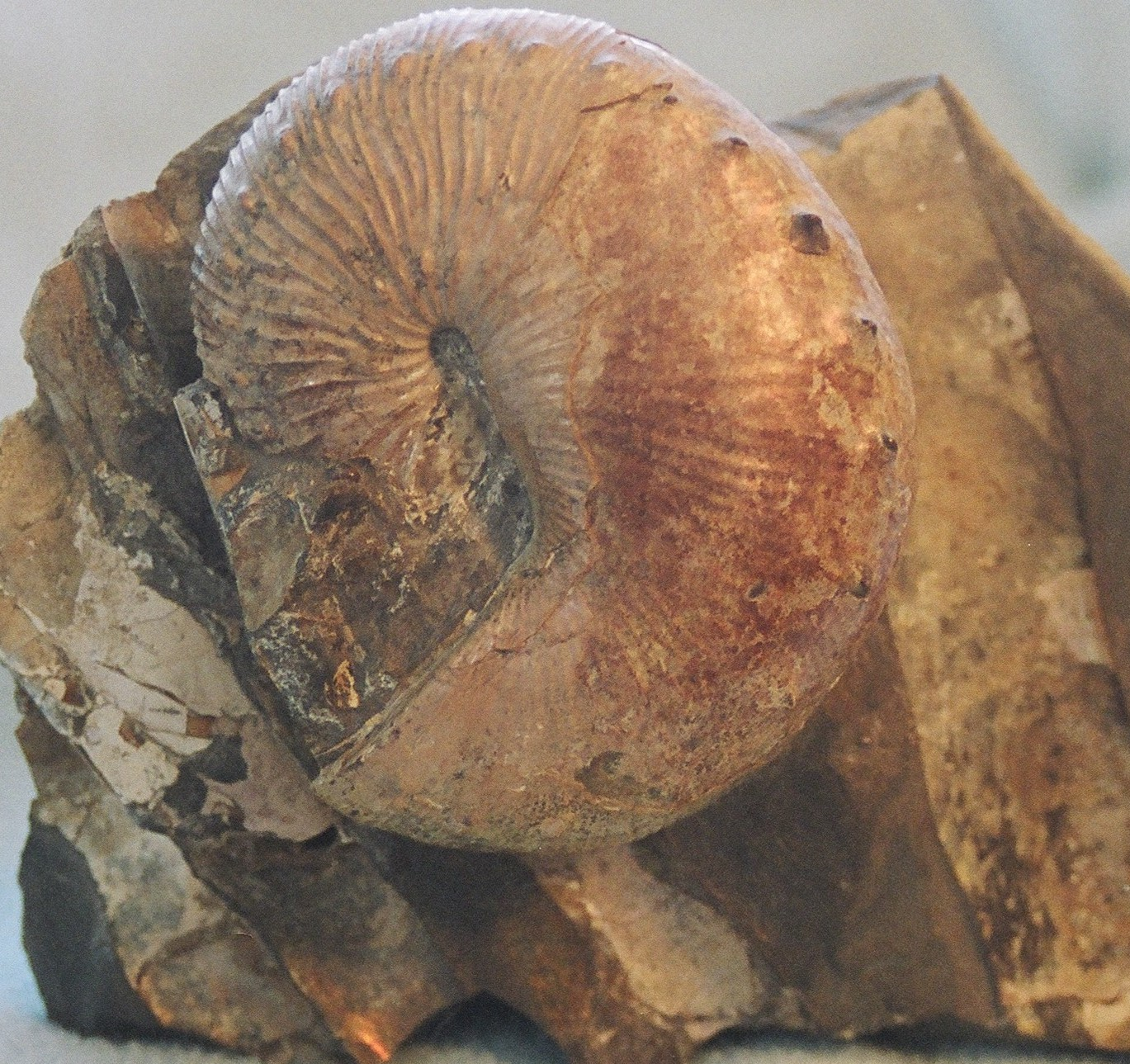
Gefossiliseerde ammoniet met een intacte parelmoerschelp
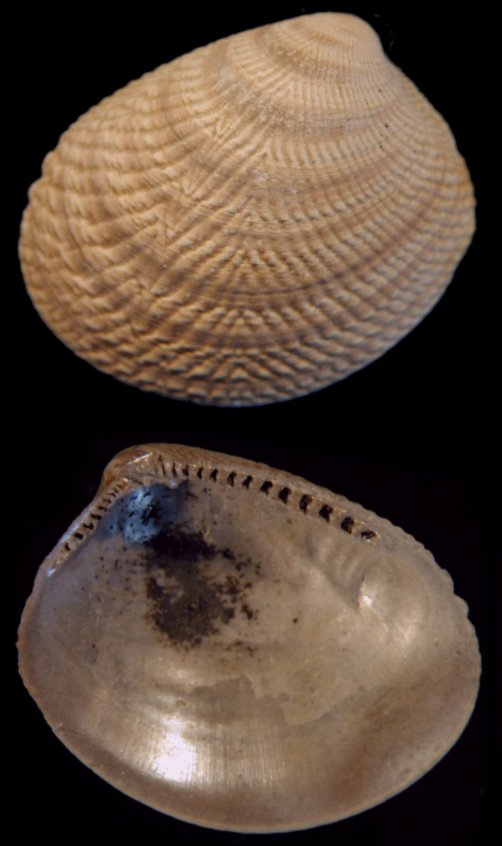
Acila cobboldiae uit het Pretiglien
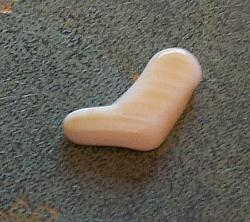
Een stuk parelmoer
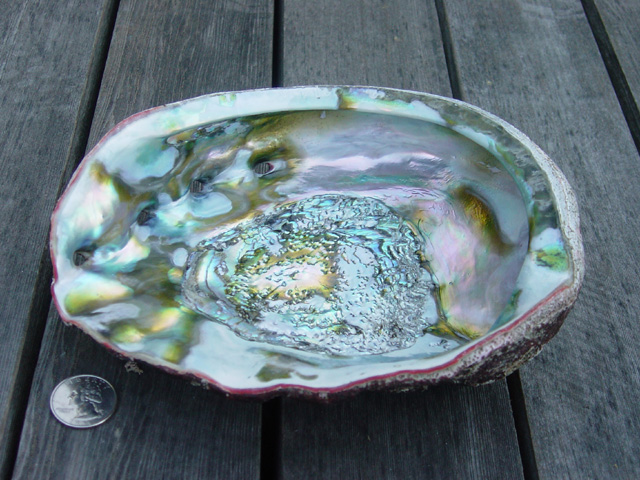
Haliotis rufescens (een zee-oor)
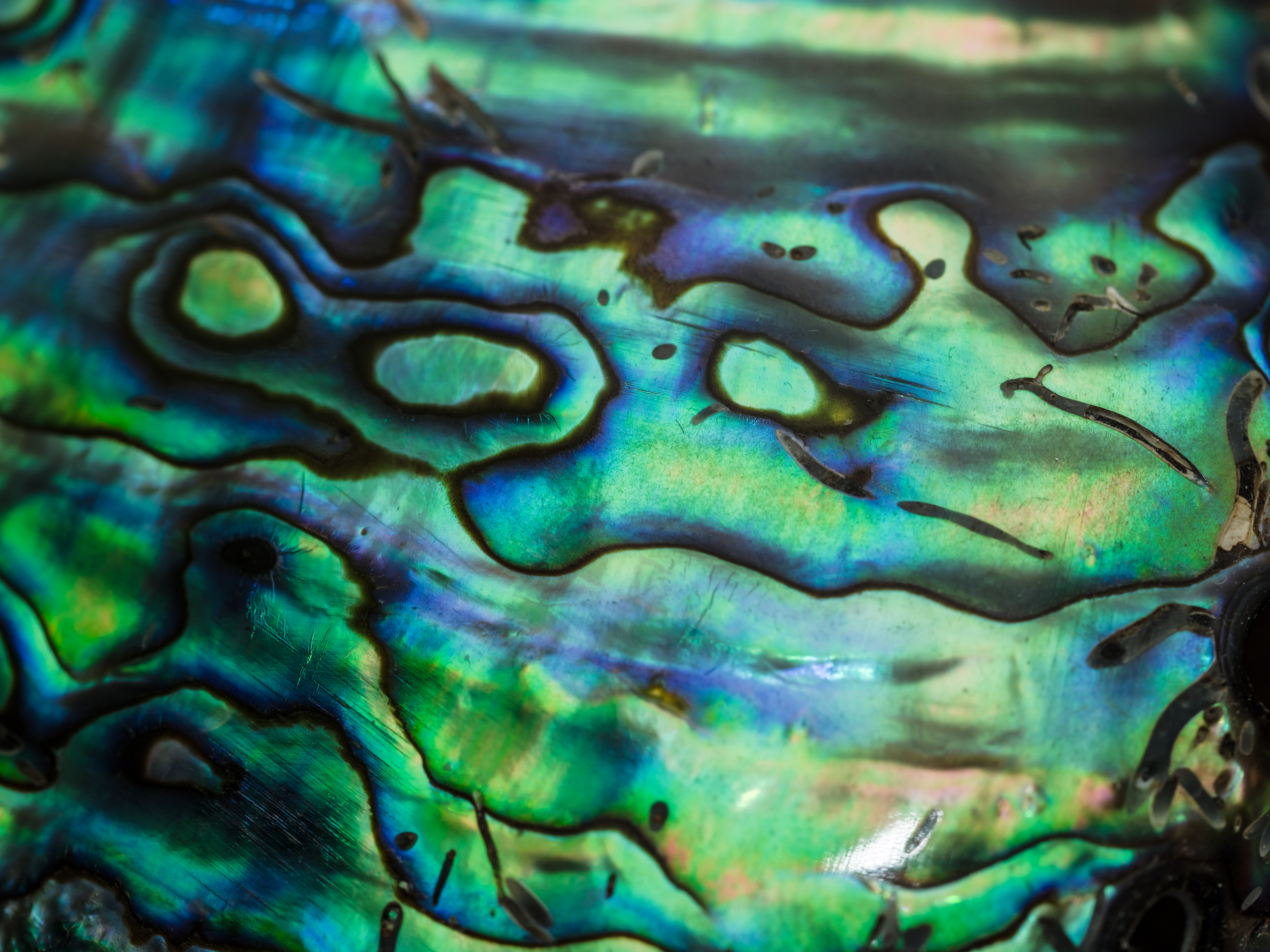
een gekleurde schelp
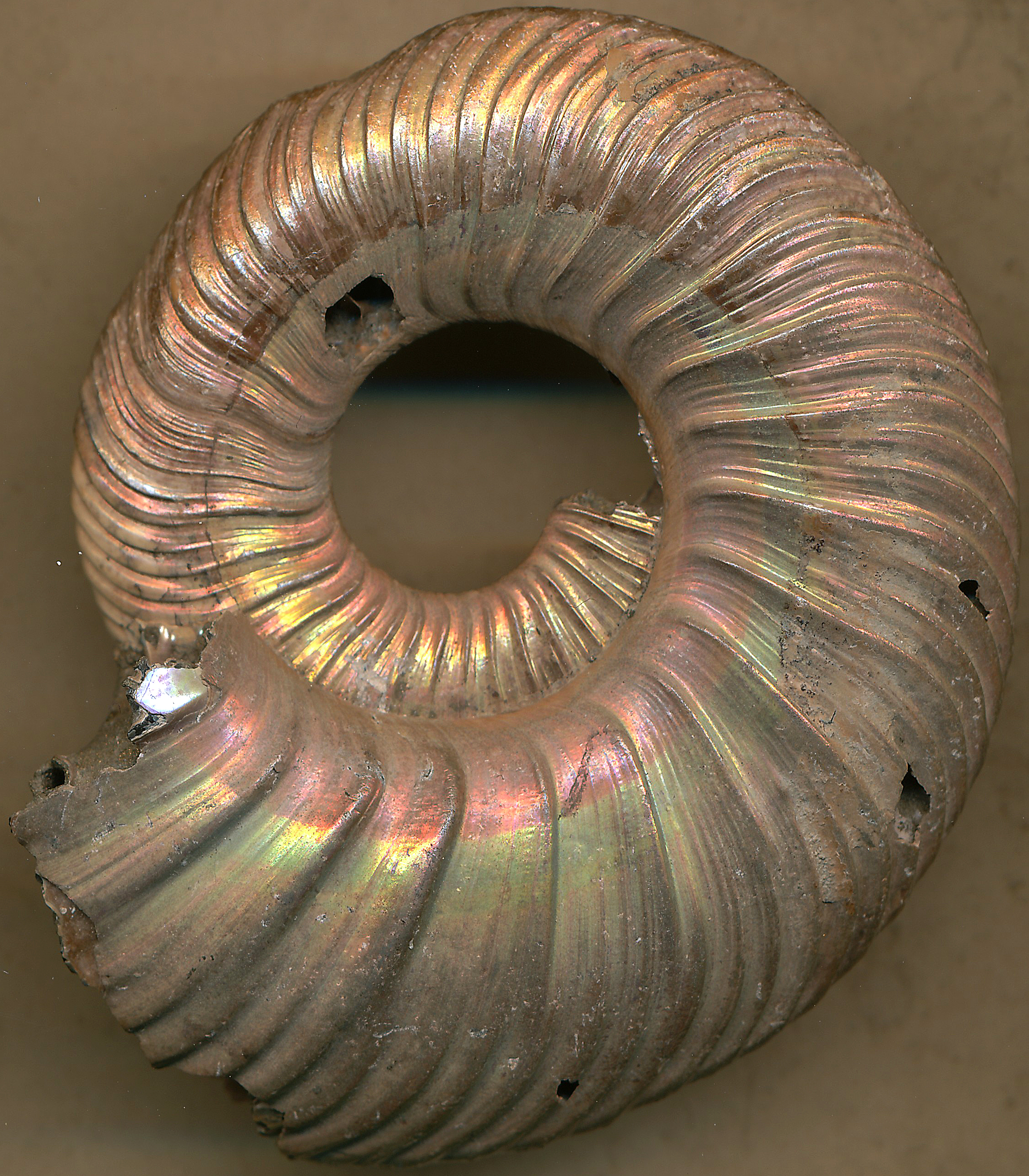
uitgestorven ammoniet